# Nico Claesen
Nicolaas Pieter „Nico“ Claesen (* 1. Oktober 1962 in Maasmechelen) ist ein ehemaliger belgischer Fußballspieler und derzeitiger -trainer.

## Karriere
Claesen spielte für die Vereine Patro Eisden in Mechelen, FC Seraing und Standard Lüttich. Von 1984 bis 1986 absolvierte er 29 Bundesligaspiele für den VfB Stuttgart, in denen er elf Tore erzielte. Danach wechselte er zu Tottenham Hotspur nach England, wo er bis 1988 37 Ligaeinsätze hatte, in denen er 16 Tore schoss. 1988 wechselte er wieder nach Belgien um für Royal Antwerpen zu spielen. In Belgien wechselte er noch zu Germinal Beerschot, später zu Royal Antwerpen, anschließend zum KV Oostende und Sint-Niklase SK. 2000 beendete er seine Karriere beim KFC Beringen.
Claesen spielte 36 Länderspiele für Belgien und traf dabei zwölfmal. Er war bei den Weltmeisterschaften 1986 und 1990 dabei. 1986 wurde er in allen sieben Spielen eingesetzt, schoss drei Tore und belegte am Ende den vierten Platz.
Claesen war ein mit 1,71 Meter eher kleiner Spieler, dessen Ballfertigkeiten und Schnelligkeit ihn zum idealen Konterspieler machten. Eine Schwäche des schmächtigen Stürmers war seine fehlende Zweikampfhärte.
Ab 2006 arbeitete er als Trainer bei Patro Maasmechelen, wo er auch seine Spielerkarriere begonnen hatte. Am 18. Mai 2008 unterschrieb er beim deutschsprachigen Club, Königliche Allgemeine Sportvereinigung Eupen (KAS Eupen), einen Dreijahresvertrag, der am 30. September 2008 wieder aufgelöst wurde.